# 团结路街道 (邢台市)
团结路街道，是中华人民共和国河北省邢台市信都区下辖的一个乡镇级行政单位。

## 行政区划
团结路街道下辖以下地区：
中华南社区、中华北社区、金泉社区、玉泉社区、紫金社区、守敬社区、五四社区、尚泉社区、黄河社区和南小汪社区。